# Сталь (Алчевськ)
«Сталь» — український футбольний клуб з міста Алчевська Луганської області. Утворений у 1935 році. Провів три сезони у вищій лізі чемпіонату України та 21 сезон — у першій лізі. 3 лютого 2015 року команда припинила участь у змаганнях через війну на Донбасі

## Історія клубу

### Заснування
У 1935 році в Алчевську (тоді місто носило назву Ворошиловськ) було утворено спортивне товариство «Сталь», спортсменів металургійної галузі. Організація приділяла велику увагу розвитку дитячого футболу, і в місті почали створюватися команди, в яких грали діти робочих і службовців, які працювали на підприємствах міста. З цього року головна команда міста отримала назву «Сталь», і в цьому ж сезоні «алчевці» стали чемпіонами Луганської області. З кожним наступним сезоном «Сталь» добивалася все більших успіхів, але з початком Другої світової війни історія клубу короткочасно обірвалася.

### 1946–1963
Після Другої світової війни в Алчевську були організовані дві команди — «Сталь» та «Металург». Обидва колективи успішно виступали в товариських зустрічах з елітними московськими командами, які здійснювали турнірні поїздки по інших містах, для популяризації футболу. Крім того, «Металург» в цей період часу був серед провідних команд в першості України серед КФК — так, в 1952 році команда стала третьою в своїй зоні.
Надалі алчевський футбол почав здавати свої позиції, бо видатна плеяда футболістів перших післявоєнних років у зв'язку з віком завершила футбольну кар'єру, а для підготовки надійної зміни був потрібен час.

### 1963–1970
У 1963 році в алчевському футболі починається нова, світла сторінка. У зв'язку з розширенням класу «Б», враховуючи високі досягнення в останні роки, Комунарський (з 1961 року Алчевськ, носив назву Комунарськ) «Комунарцю» було надано місце в другому ешелоні радянського футболу, який тоді називався класом «Б».
До відкриття футбольного сезону 1963 на стадіоні «Сталь» була проведена масштабна реконструкція: приведені в порядок трибуни, роздягальні, медичний пункт. До слова, в той період часу стадіон «Сталь» вміщував п'ятнадцять тисяч глядачів. Перша гра в рамках другої зони класу «Б» відбулася 28 квітня. Гостями «Металурга» був «Авангард» із Жовтих Вод з багатим досвідом виступів серед команд майстрів. У рівній грі «Комунарця» поступилися з рахунком 0:1. З кожним туром майстерність футболістів металургійного заводу підвищувався, і дебютний сезон у класі «Б» команда завершила на одинадцятому місці з двадцяти команд.
Сезон 1965 став для «Комунарця» одним з найуспішніших в цей відрізок часу. Команда фінішувала третьою в своїй зоні, посівши восьме місце серед сорока п'яти українських команд, що брали участь в трьох зонах чемпіонату СРСР по класу «Б». У 1969 році «Коммунарец» став четвертим, а захисник команди Володимир Малигін увійшов до символічної збірної українців, складену з гравців команд класу «Б». Наступний сезон став знаменним для нашої команди насамперед тим, що серед нових гравців, що прийшли в команду, був Анатолій Волобуєв, згодом головний тренер клубу, який домігся з командою найбільш значущих досягнень в історії.

### 1970–1983
По закінченню сезону 1970 вольовим рішенням федерації футболу СРСР клас «Б» був ліквідований, а більшість команд розформовано. Цим необдуманим вчинком було завдано величезної шкоди масовому футболу, наслідки якого позначалися дуже довго, особливо в периферійних містах країни. Після цього сезону футболісти «Комунарця» перейшли в клуби вищої, першої та другої ліг СРСР, а команда продовжила виступи у першості області та чемпіонаті УСРС серед КФК.
У цей час серйозних успіхів домагалися юнацькі команди клубу. Так, в 1972 році в чемпіонаті СРСР серед юнаків «Коммунарец» посів третє місце, причому в матчі з ворошиловградською (так раніше називався Луганськ) «Зорею» команда зуміла забити сім м'ячів, автором п'яти з яких був Анатолій Волобуєв. У наступному сезоні лідером юнацької команди був Ігор Гамула, згодом грав за збірну СРСР на чемпіонаті світу серед юнаків. Не можна обійти стороною і Кубок міста серед шкільних команд. Два рази поспіль його володарем була школа № 8, де капітаном команди був Геннадій Баткаев, згодом грав за команди Стаханова і Алчевська. У лютому 2007 року Геннадій Миколайович був головним тренером клубу. У 1978 в команду прийшов перспективний воротар Віктор Безрук.

### 1983–1991
Наступне знаменна подія в історії клубу відбулося в 1983 році, тому як в місті з'явилася ще одна футбольна команда — «Будівельник», яка через два роки почала успішно виступати в другій лізі першості області під керівництвом молодого і прогресуючого тренера Анатолій Волобуєва. У рік дебюту вона зайняла друге місце, завоювавши право брати участь у першої ліги обласного чемпіонату. У 1986 році «Комунарець» під керівництвом Віктора Філімонова та Валерія Стояна добився найбільш значущого успіху за період після розпаду класу «Б» — алчевці фінішували другими, відставши від куп'янського «Металурга» всього на одне очко. Лідерами команди в цьому сезоні були: нинішній президент клубу Володимир Полубатко та Сергій Сердюков. У цьому ж році «Будівельник», який дебютував у першій лізі першості області, посів сьоме місце. Сезон 1988 року почали для «Комунарця» найневдалішим в історії виступу в чемпіонаті УСРС — набравши лише три очки, «Сталь» зайняла останнє місце в зоні, вибувши з першості. У той же час успішно в першості області виступив «Будівельник», ставши його переможцем.
У 1989 році «Будівельник» почав захищати спортивну честь головного підприємства міста — металургійного комбінату. Команда отримала сучасну назву — «Сталь», головним тренером продовжив працювати Анатолій Волобуєв. Було поставлено завдання — потрапити до п'ятірки найсильніших команд у своїй зоні першості України. «Сталь» з честю її виконала, зайнявши підсумкове третє місце. На наступний сезон керівництво клубу поставило перед командою більш високе завдання — зайняти в зоні перше місце, і взяти участь у фінальному турнірі першості України. «Сталь» домоглася блискучих результатів, зайнявши в 1990 році першу сходинку в четвертій зоні, і ставши другою у фінальному турнірі. Це був заслужений успіх «Сталі», і 25 січня 1991 відбулося вшанування команди, в якому взяли участь голова алчевського виконкому міської Ради народних депутатів Микола Кириченко та інші відповідальні працівники міської влади.
У 1991 році «Сталь» була включена в другу лігу команд майстрів України, зайнявши за підсумками сезону сімнадцяте місце серед двадцяти шести команд. Для дебюту це був цілком задовільний результат.

### 1992–2013
У 1992 році Україна, здобувши незалежність, як і решта країн, що входили до складу СРСР, почала проводити власний чемпіонат. Навесні цього року проводилися турніри в двох зонах для визначення учасників першості України в першій лізі на сезон 1992/93. Алчевська «Сталь» зайняла дев'яте місце в своїй зоні, і отримала право виступати в першій лізі — з сезону 1992/93 чемпіонат України почав проводитися за системою «осінь-весна».

Вадим Плотников

У цілому, в чемпіонатах України «Сталь» виступала достатньо вдало, завжди займаючи місця у верхній частині таблиці першої ліги, та ніколи не опускаючись в другу лігу. Головним досягненням алчевців, безперечно є те, що в трьох сезонах «Сталь» грала серед команд Вищої ліги.
У сезоні 1995/96 в першій лізі алчевці стали третіми, а в сезоні 1999/00, завоювавши малі срібні медалі, вперше добилися права виступати серед команд Вищої ліги. Але, зайнявши тринадцяте місце серед чотирнадцяти команд, «Сталь» покинула елітний дивізіон. У сезоні 2004/05 алчевська команда, упевнено вигравши першість в першій лізі, вдруге в історії завоювала путівку у Вищу лігу. Сезон 2005/2006 команда завершила на одинадцятому місці, за тур до закінчення чемпіонату забезпечивши собі місце у вищій лізі на наступний сезон. Цей сезон став найуспішнішим в історії клубу періоду незалежної України, але по його закінченню команду покинув беззмінний головний тренер Анатолій Волобуєв. Наступний чемпіонат, в якому алчевці виступали під керівництвом голландського тренера Тона Каанена]], став для команди невдалим — за його підсумками «Сталь» залишила Вищу лігу. У сезоні 2007/08, перше коло якого алчевці провели під керівництвом Геннадія Баткаєва, а другий — Олега Смолянинова, «Сталь» фінішувала в першій лізі на сьомому місці, відставши від зони вищої ліги на шістнадцять очок. Сезон 2008/09, на початку якого команду тренував Олег Смолянинов, а в середині і завершенні — Вадим Плотников, алчевці завершили на десятому місці — такий результат можна вважати одним з найбільш слабких в історії клубу. Тим не менш, дві наступних першості «Сталь» під керівництвом Вадима Плотникова, а потім знову Анатолія Волобуєва зуміла завершити на третьому місці, двічі поспіль завоювавши бронзові медалі Першої ліги. За підсумками сезону 2012/13 «Сталь», вигравши срібні медалі першості, втретє в історії завоювала путівку в еліту. Проте команда відмовилася від участі у вищому футбольному дивізіоні. Цю новину повідомив президент клубу Костянтин Петров. Президент клубу підтвердив, що відмова від участі у Прем'єр-лізі пов'язана з невідповідністю інфраструктури клубу вимогам елітного футбольного дивізіону.

#### Участь у розіграшах національного Кубка
Вихід в 1/4 фіналу Кубка України в сезоні 2010/2011 був третім в історії клубу. У сезоні 2003/04 «Сталь» вже виходила у чвертьфінал національного Кубка. Тоді жереб звів алчевців з донецьким «Шахтарем», та в першому матчі, який проходив у Алчевську, підопічні Анатолія Волобуєва зуміли добитися нічиєї (0:0). Однак, в Донецьку «гірники» все ж виграли (3:1), залишивши «Сталь» за бортом турніру. У сезоні 2008/09 також на стадії чвертьфіналу алчевців зупинило київське «Динамо» — суперництво, яке складалося з одного матчу, завершилося перемогою столичного клубу з рахунком 4:1, яку «Динамо» зуміло здобути в Алчевську. У сезоні 2010/11 «Сталь» знову зустрілася в 1/4 фіналу з «Динамо», і в одноматчевої протистоянні, ведучи до перерви в Алчевську з рахунком 1:0, за підсумками матчу команда програла — 2:3.

## Вихованці клубу
Відносно футболістів, яких клуб виховав у період незалежної України, в першу чергу потрібно відзначити нинішнього тренера «Сталі» — Вадима Плотникова, який став першим в історії гравцем, який забив у першій лізі сто голів. Саме Вадим В'ячеславович і зараз є найкращим бомбардиром першої ліги за всю її історію. Рекордсмен першої ліги за кількістю проведених матчів — Андрій Цвик. За свою кар'єру виступаючи лише в «Сталі», Андрій Степанович провів у рамках першої ліги більше чотирьохсот матчів. Не можна не відзначити, що клуб подарував Україні одного з найвидатніших гравців національної збірної — Геннадія Зубова. Швидкісний фланговий півзахисник більшу частину своєї кар'єри провів у донецькому «Шахтарі», з яким домігся першого чемпіонства і виходу в груповий етап Ліги Чемпіонів.
Довгий час у харківському «Металісті» виступав вихованець «Сталі» Олександр Бабич, який брав участь у матчах Кубка УЄФА. Після цього футболіст захищав кольори одеського «Чорноморця». Під прапорами молодіжної збірної України, в тому числі на Чемпіонаті Європи а також у складі національної збірної України грав і вихованець нашого клубу Євген Селін, в кар'єрі якого значаться такі клуби, як «Металіст», «Ворскла» та «Динамо». Також захищали кольори молодіжної збірної Дмитро Горбушин та Артем Касьянов, регулярно грав за юнацьку збірну країни Роман Мірошник.

## Колишні назви
- 1935—1963 — «Сталь» (Ворошиловськ)
- 1963—1964 — «Металург» (Комунарськ)
- 1964—1989 — «Комунарець» (Комунарськ)
- 1989—2015 — «Сталь» (Алчевськ)

## Емблеми клубу

Історія символіки «Сталі»
Колишня емблема

## Відомі гравці
- Вадим Плотников (1992—2001)
- Андрій Цвік (1987—2005)
- Євген Манько (1991, 1993—2004)
- Сергій Полушин (1994—2005)
- Андрій Оксимець (1992—1996)
- Геннадій Зубов (1993—1994, 2006)
- Євген Котов (1995—1998, 2000)
- Олександр Співак (1997—1998)
- Володимир Яксманицький (1998)
- Юрій Дудник (2000—2001, 2004)
- Олександр Коваль (2001—2002)
- Артем Касьянов (2002—2006)
- Сергій Сернецький (2004—2006)
- Євген Селін (2006—2007)
- Максим Білий (2010—2011)
- /  Руслан Зейналов (2004—2006)
- /  Артем Лопаткін (1996—2003)
- /  Дмитро Горбушин (2003—2007)
- Георгій Цимакурідзе (1998—2002, 2004—2006)
- Ара Акопян (2000—2002, 2002—2003, 2004—2007)
- Арам Акопян (2003—2004)
- Єгіше Мелікян (2006—2007)
- Бурнель Окана-Стазі (2005—2007, 2010—2013)
- Сендлей Біто (2006—2007)
- Бобан Грнчаров (2006—2007)
- Марко Грубеліч (2006—2007)
- Богдан Мара (2005—2006)
- Даніел Кіріце (2005—2006)
- Маріус Скіндеріс (2001)
- Семюел Окуново (2006—2007)
- Поль Ессола (2007)
- Коллінз Нгаха (2010—2014)